# Murisengo
Murisengo är en ort och kommun i provinsen Alessandria i regionen Piemonte i Italien. Kommunen hade 1 364 invånare (2018).